# Донецкая государственная областная универсальная научная библиотека имени Н. К. Крупской
Доне́цкая областна́я универса́льная нау́чная библиоте́ка им. Н. К. Кру́пской (укр. Донецька обласна універсальна наукова бібліотека імені Н. К. Крупської) — основана 2 августа 1926 года как центральная городская библиотека. Начала свою деятельность 1 декабря 1926 года в помещении бывшего клуба имени Ф. Энгельса. В 1932 году в связи с тем, что город стал областным центром, стала областной.
В 1936 году областной библиотеке было присвоено имя Надежды Константиновны Крупской.
В самопровозглашённой ДНР библиотека была переименована и носит название ГБУ «Донецкая республиканская универсальная научная библиотека имени Н.К. Крупской».

## Здание библиотеки
В 1935 году по проекту архитектора Эммануила Львовича Гамзе было начато строительство нового здания для библиотеки. Большую помощь и поддержку местным властям и администрации библиотеки в начале строительства здания библиотеки оказала заместитель Наркома просвещения РСФСР Н. К. Крупская. В 1939 году библиотека въехала в ещё недостроенное новое помещение. Во время Великой Отечественной войны фонды и здание сильно пострадали. В 1943 году было возобновлено обслуживание читателей. До 1955 года велись ремонтные работы и реконструкция по проекту донецкого архитектора Н. И. Порхунова. На фасаде были созданы горельефы работы скульпторов Наума Абрамовича Гинзбурга и Павла Павловича Гевеке. В читальном зале несколько бюстов писателей и учёных выполнено скульптором Константином Ефимовичем Ракитянским. Бюст Белинского в библиотеке имени Крупской работы Наума Абрамовича Гинзбурга.
В 1966—1967 годах библиотека была перепрофилирована из массовой в научную.
В одном здании с библиотекой имени Крупской Донецкий областной краеведческий музей, а во дворе стоял танк Франца Андреевича Гринкевича, который был туда перемещён после реконструкции памятника Гринкевичу. В 1972 году музей вместе с танком переехал в другое место — на улицу имени Челюскинцев.
28 декабря 1983 зданию библиотеки был присвоен статус памятника архитектуры местного значения.
26 августа 2009 года по инициативе Донецкого общества греков на здании областной библиотеки имени Крупской была установлена мемориальная доска в честь Пантелея Варламовича Тамурова, который руководил строительством культурных объектов города в 1930-е годы.

## Работа библиотеки
На сегодняшний день Донецкая областная универсальна библиотека им. Н. К. Крупской — это главное книгохранилище Донецкой области. Библиотека имеет универсальный фонд по всем отраслям знаний на традиционных и электронных носителях. На конец 2011 года её фонд составляет 1659 тыс. экземпляров. Ежедневно библиотеку посещают до 1000 читателей, которые получают более одного миллиона печатных экземпляров. С 1992 года ведётся компьютеризация библиотечных процессов.

## Информационные центры и проекты

### Интернет-центр
Центр предоставляет пользователям библиотеки доступ к информационным ресурсам сети Интернет. В центре также находится медиатека, которая содержит 600 документов на нетрадиционных носителях (CD-, DVD-диски).

### Региональный тренинговый центр
Центр открыто по программе «Бібліоміст» для бесплатного обучения библиотекарей и пользователей библиотеки компьютерной грамотности, поиску информации в сети Интернет, использования новых компьютерных технологий. Центр оборудовано десятью компьютеризированными учебными местами.

### Центр европейской информации
К переченю услуг Центра относятся:

1. Предоставление возможности пользования литературой о Европейском Союзе и евроинтеграции;

2. Предоставление возможности пользования специализированной электронной базой данных по евроинтеграции;

3. Предоставление информации о евроинтеграции с сети Интернет;

4. Предоставление телефонных и устных консультаций по евроинтеграции;

5. Предоставление возможности пользования веблиографических спискам;

6. Проведение для пользователей центра — массовых мероприятий (пресс -конференций, семинаров соответствующей тематики, круглых столов, презентаций образовательных программ и т. д.).
http://dn.ukrcei.org

### «Русский центр»
Это библиотека современных российских изданий, конференц-зал с видеотекой и десятью компьютерами с бесплатным доступом в Интернет. Начал работу 8 апреля 2010 года. Его открытие состоялось при содействии Донецкой облгосадминистрации в рамках выполнения Программы областного совета развития русского языка и русской культуры в Донецкой области, а также при финансовой поддержке фонда «Русский мир» (Российская Федерация, г. Москва). «Русский центр» в Донецке стал 50-м на планете. Тел. 335-84-60

### Библиотека канадско-украинского центра
Создана при содействии Канадского общества Приятели Украины (центр Торонто). Фонд начисляет около 20-ти тысяч украинских, англоязычных изданий, подаренных украинской диаспорой Канады. Собрание включает украинские книги, выданные за пределами Украины. Пополнение фонда зарубежной украиники формируется за счет добровольных пожертвований украинской диаспоры и книгообмена. Тел. 337-28-74

## Награды и премии
В 2016 году библиотека стала дипломантом Международной литературно-медийной премии имени Олеся Бузины в номинации Общественная и правозащитная деятельность — за ведение активной общественной деятельности в военных условиях.